# Leuchtturm Tinsdal
Der Leuchtturm Tinsdal bildet seit 1900 als Oberfeuer zusammen mit dem Leuchtturm Wittenbergen als Unterfeuer die Richtfeuerlinie Wittenbergen-Tinsdal an der Elbe im Hamburger Stadtteil Rissen.
Von 1899 bis 1960 war er zusätzlich Teil der Richtfeuerlinie Billerbek-Tinsdal.
Der Leuchtturm Billerbek, welcher in 730 Metern Entfernung oberhalb der alten Pulverfabrik Tinsdal stand, wurde 1960 stillgelegt.
Der 42 Meter hohe Stahlgitterturm steht ungefähr 800 Meter entfernt vom Unterfeuer Wittenbergen in 14 m ü. NN Höhe.
Am 17. Juni 1927 wurde die in 56 m ü. NN Höhe leuchtende Petroleumlampe mit einer Gürteloptik IV. Ordnung (250 mm Brennweite für Quermarkenfeuer sowie beide Richtfeuerlinien) gegen eine rundum verglaste Flüssiggaslaterne mit Scheinwerferlinsen (150 mm Brennweite für Richtfeuerlinien) ausgetauscht. Außerdem erhielt er 1928 sein bis heute bestehende Farbkleid, die für Leuchttürme typischen roten Streifen. Der Turm ist seit 1966 elektrifiziert und wird seit 1979 ferngesteuert.
1988 wurde die Leuchtquelle erneut gegen Doppelsignalscheinwerfer (2 mal 60 Watt) mit einer Sichtweite von 16 Seemeilen ausgetauscht.
Der Leuchtturm Tinsdal steht seit dem 31. März 2004 unter Denkmalschutz und gehört zu den ältesten Stahl-Leuchttürmen der Bauweise Treppenrohr mit Gratsparren.

## Philatelistisches
Mit dem Erstausgabetag 1. Juli 2021 gab die Deutsche Post AG in der Serie Leuchttürme ein Postwertzeichen im Nennwert von 60 Eurocent heraus. Der Entwurf stammt vom Grafikerteam Rogger aus Biberach. Mi.-Nr. 3615. Die Abmessungen: Breite: 34,89 mm; Höhe: 34,89 mm.